# سيرجيو ماتشادو
سيرجيو ماتشادو (بالبرتغالية: Sérgio Machado‏) هو كاتب سيناريو ومخرج برازيلي، ولد في 19 سبتمبر 1968 في سالفادور في البرازيل.

## وصلات خارجية
- سيرجيو ماشادو على موقع IMDb (الإنجليزية)
- سيرجيو ماشادو على موقع ألو سيني (الفرنسية)
- سيرجيو ماشادو على موقع أول موفي (الإنجليزية)
- سيرجيو ماشادو على موقع قاعدة بيانات الأفلام السويدية (السويدية)
- سيرجيو ماشادو على موقع قاعدة بيانات الفيلم (الإنجليزية)
- سيرجيو ماشادو على موقع كينوبويسك (الروسية)